# میدان کوپر

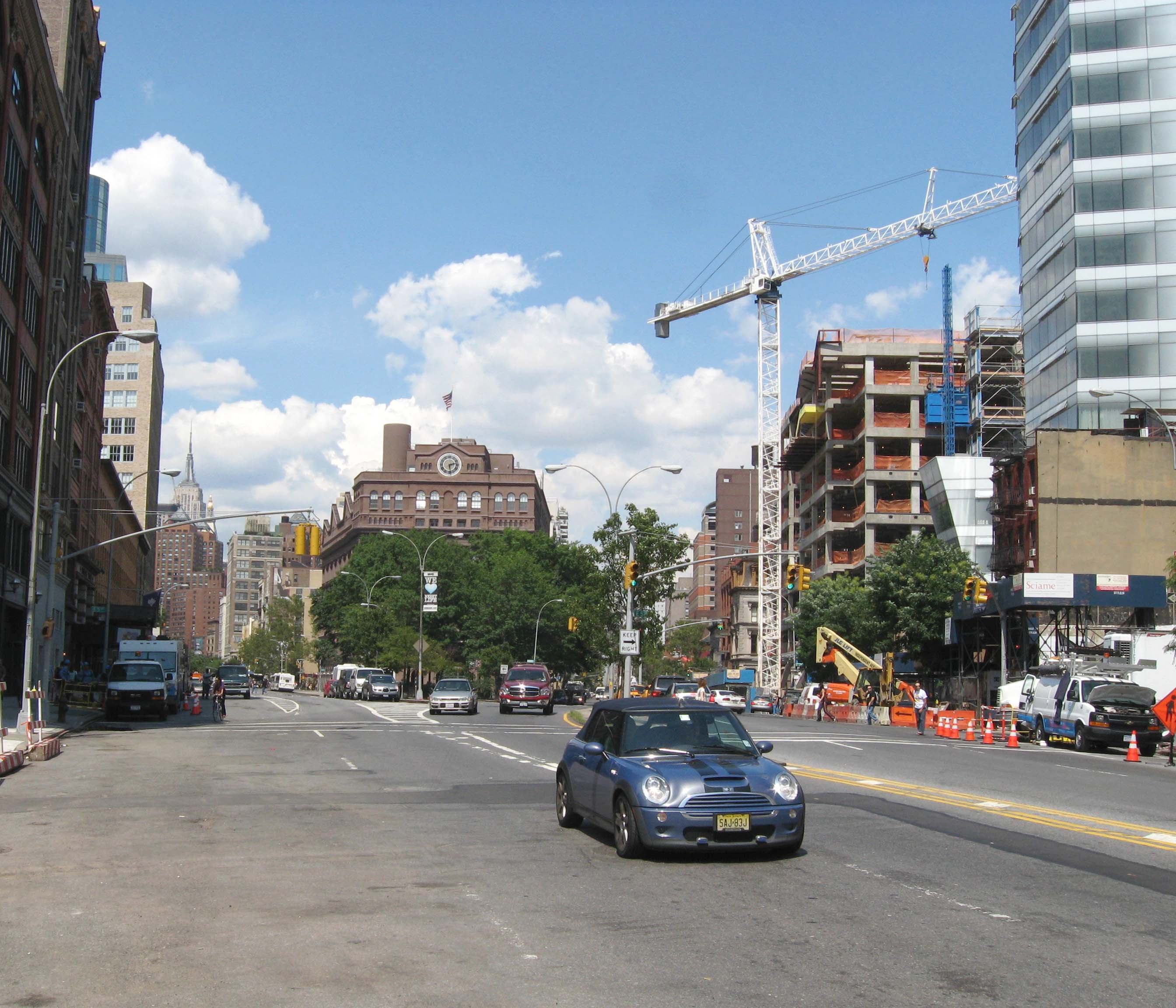
نمایی از میدان کوپر

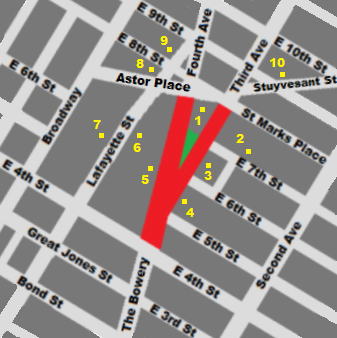
میدان کوپر (رنگ قرمز)

میدان کوپر (انگلیسی: Cooper Square) در منهتن جنوبی، نیویورک است.
خیابان چهارم در جنوب و خیابان آستور پالاس و خیابان هشتم و سنت مارکز پالاس در شمال این میدان به صورت شرق به غرب قرار دارند، همچنین خیابان پارک (خیابان چهارم) و خیابان سوم از سمت شمال و خیابان بوری از سمت جنوب وارد این میدان میشوند.

## نگارخانه

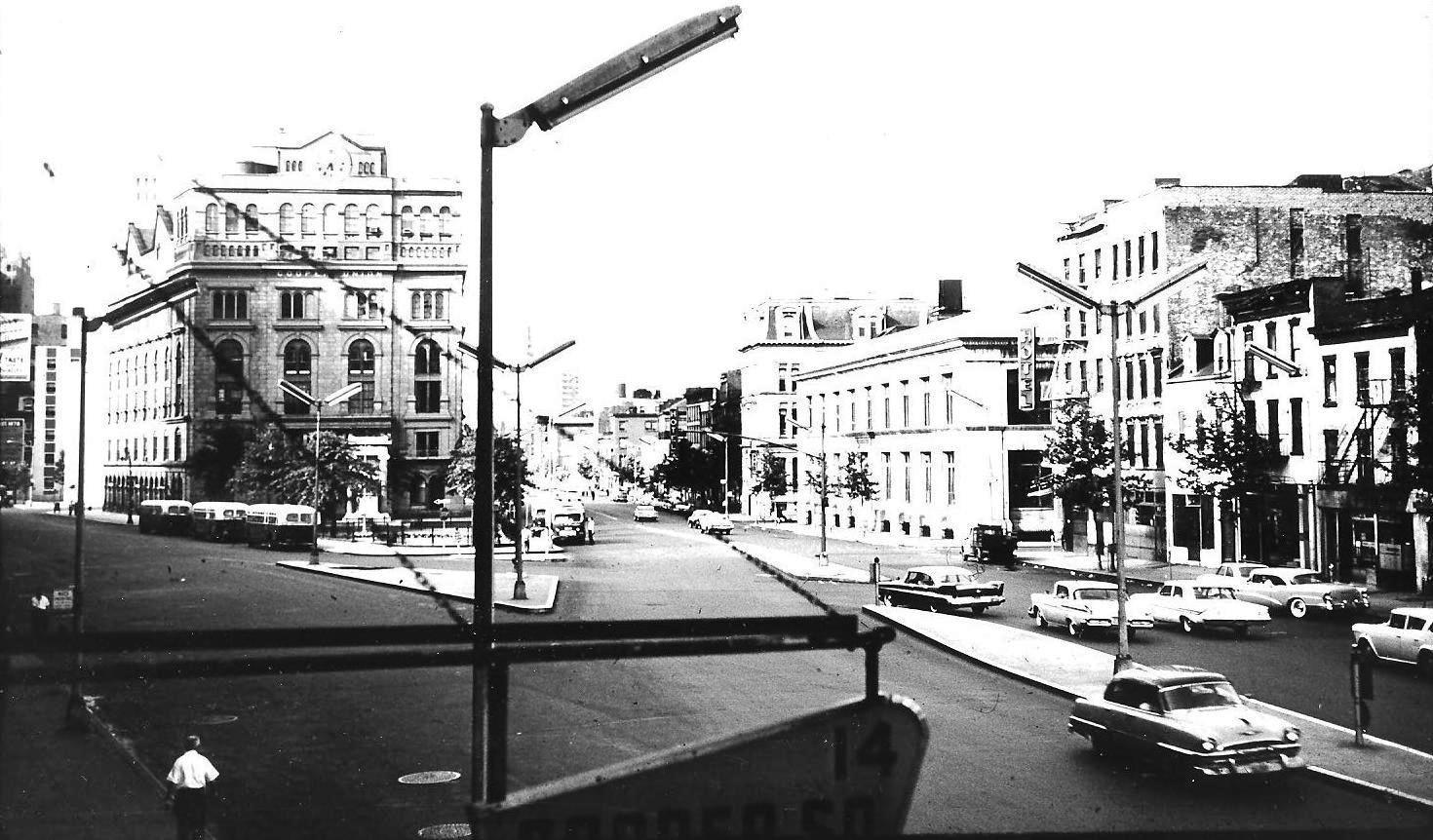
۱۹۵۷
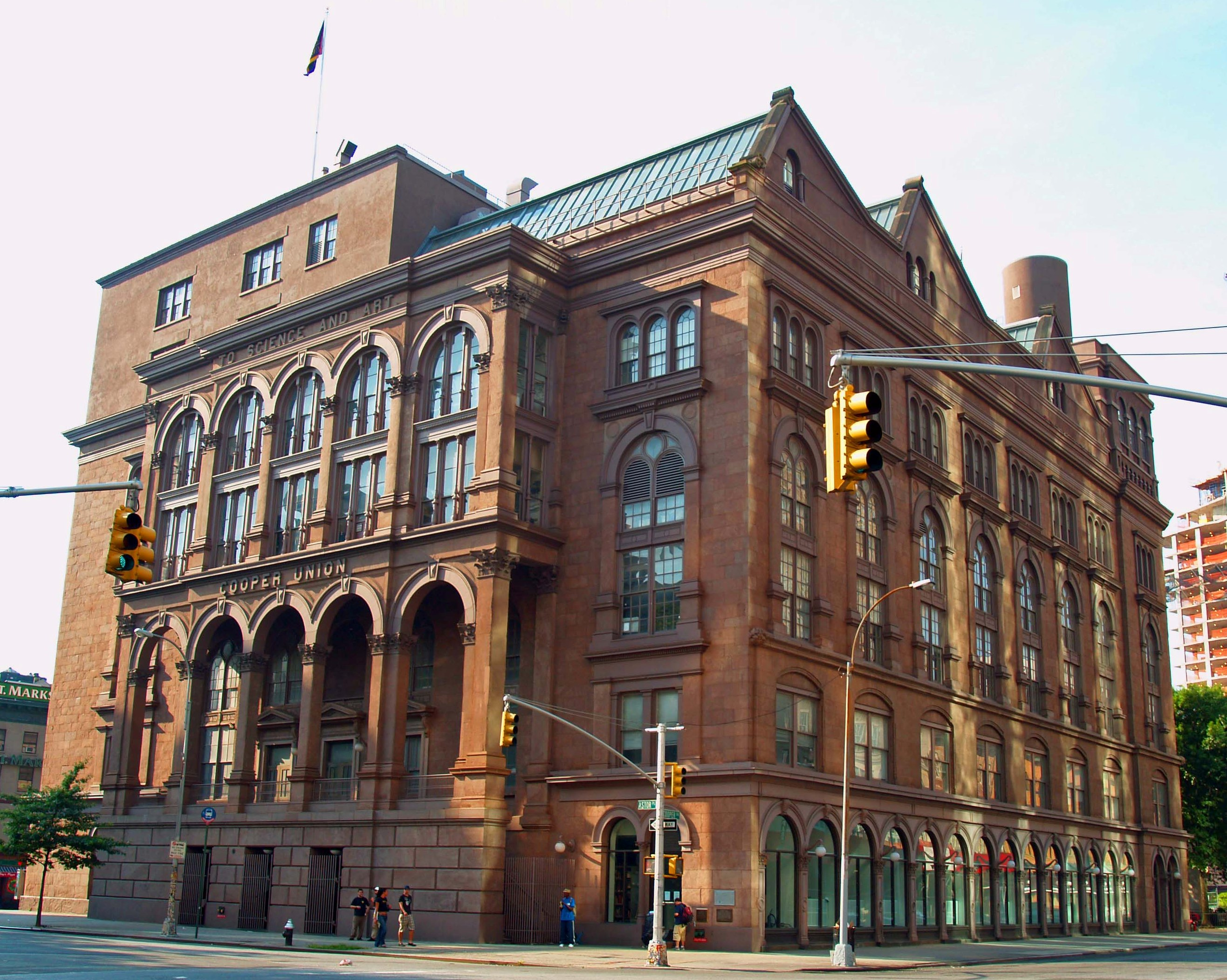
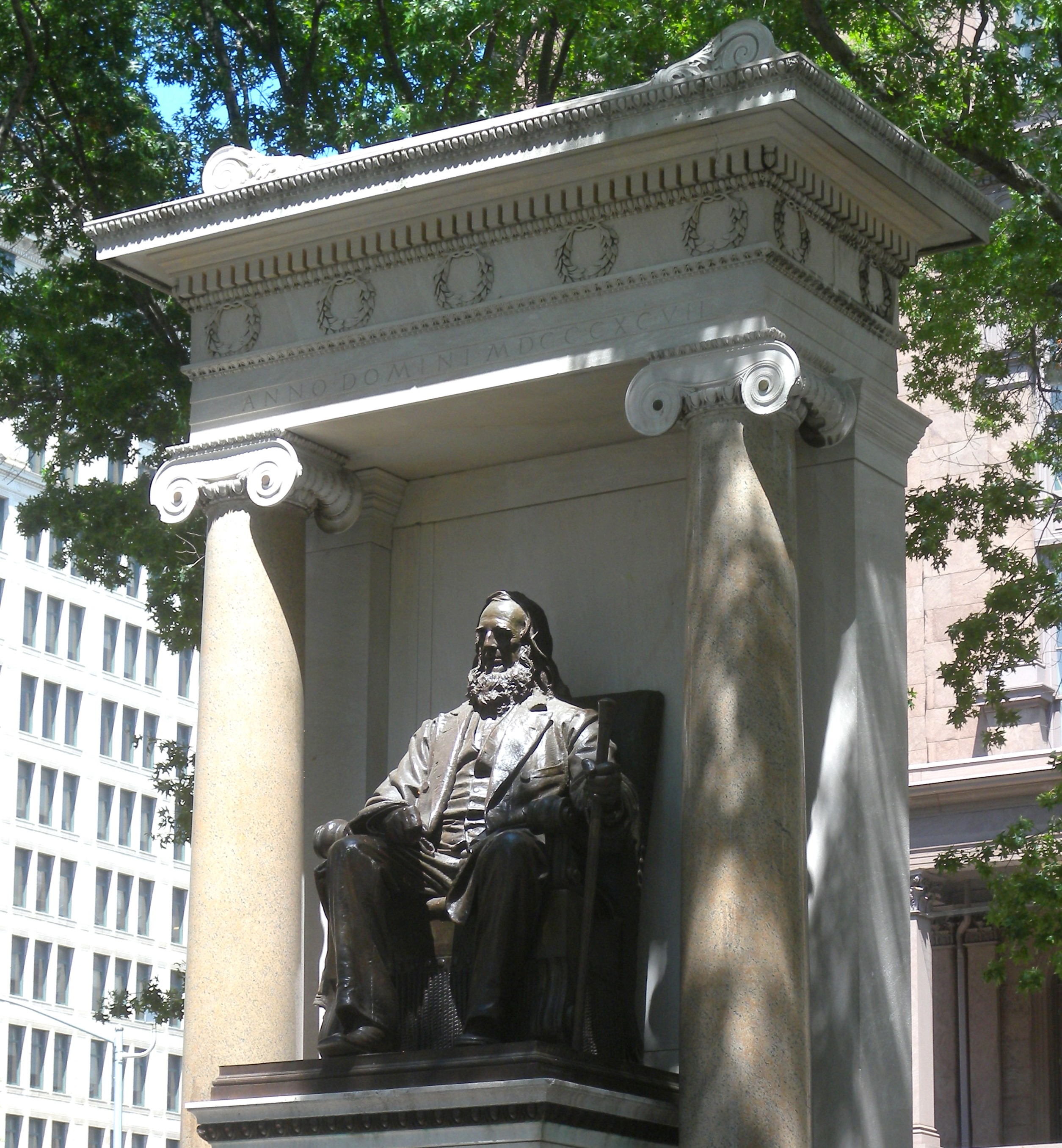
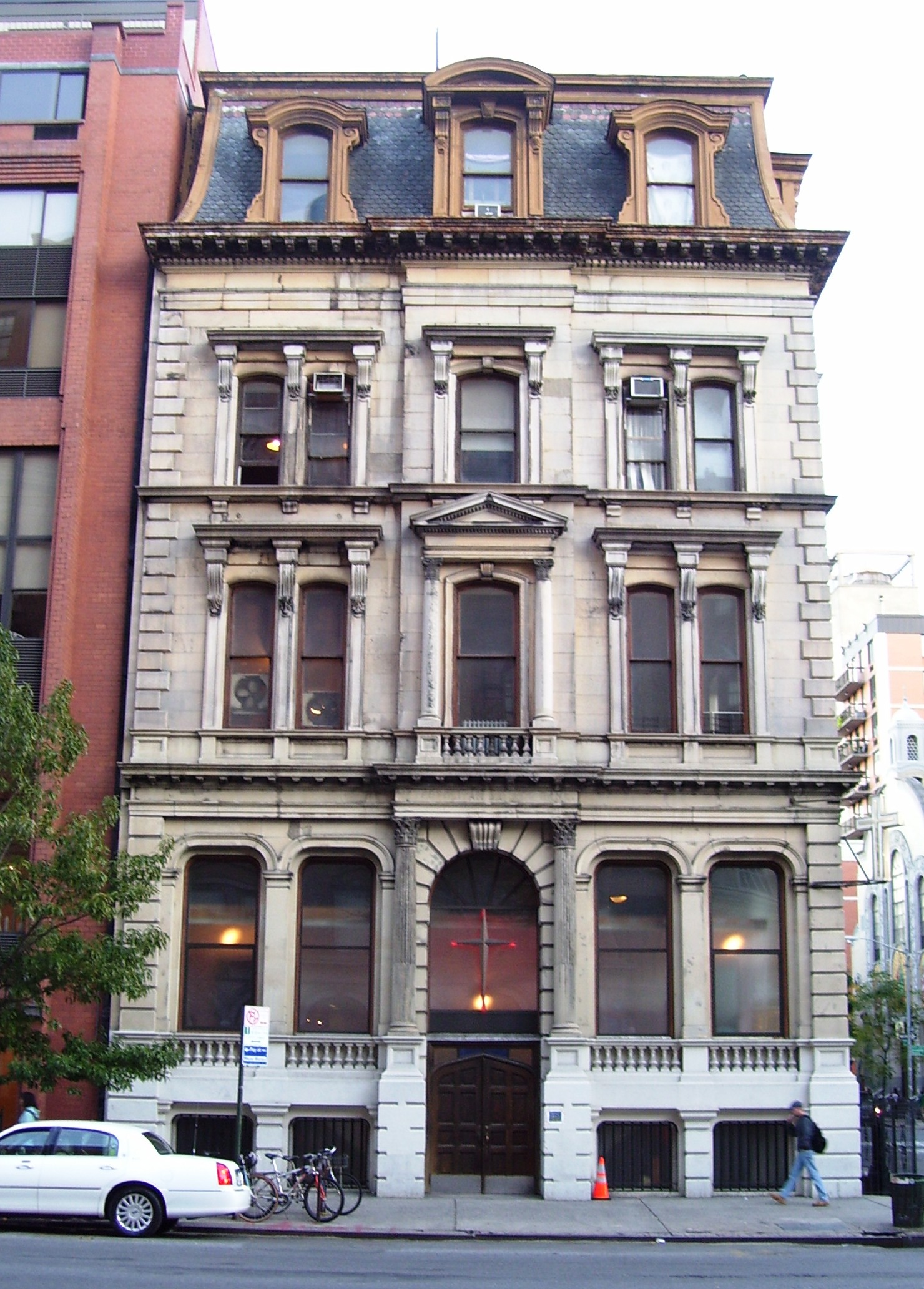
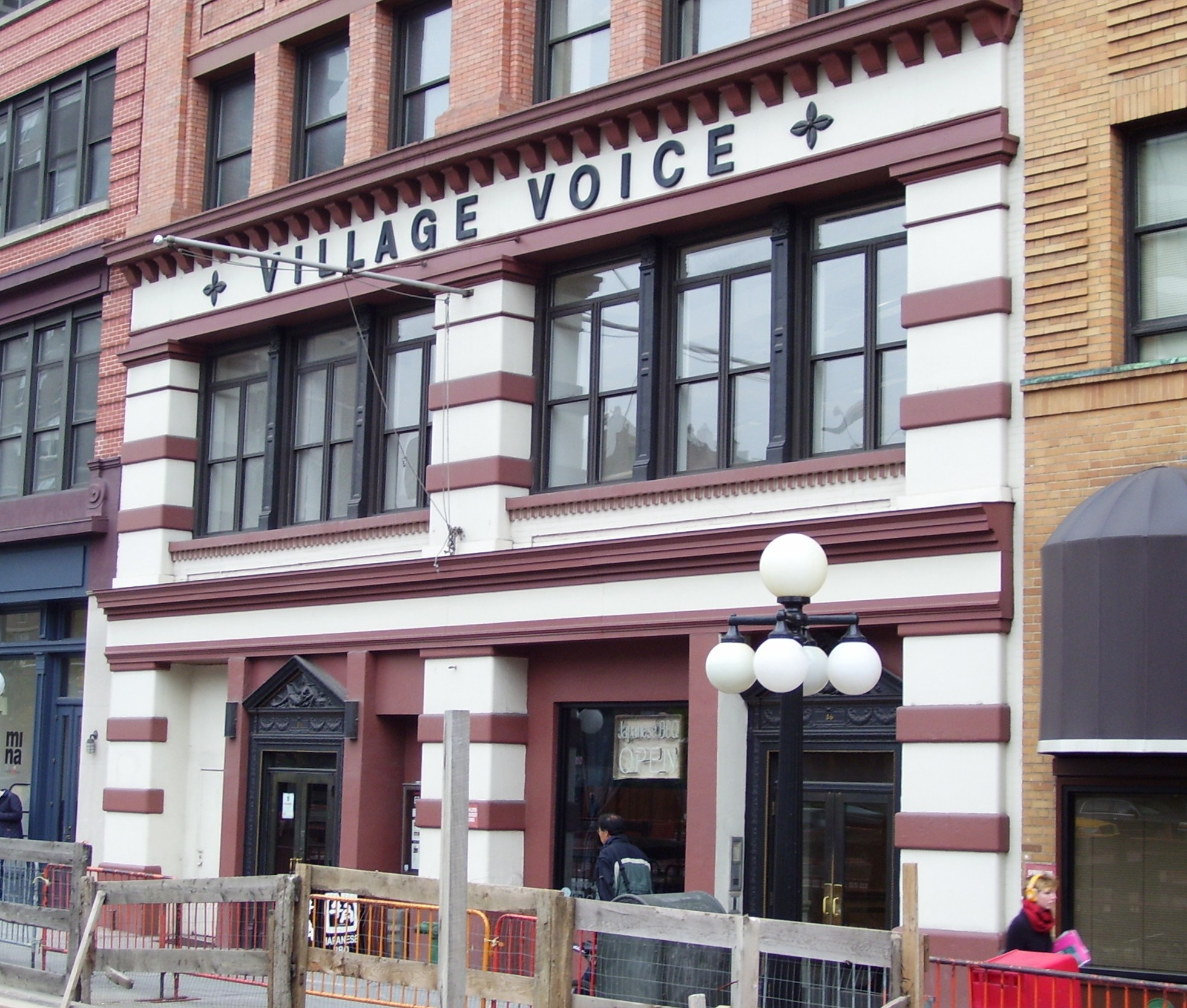
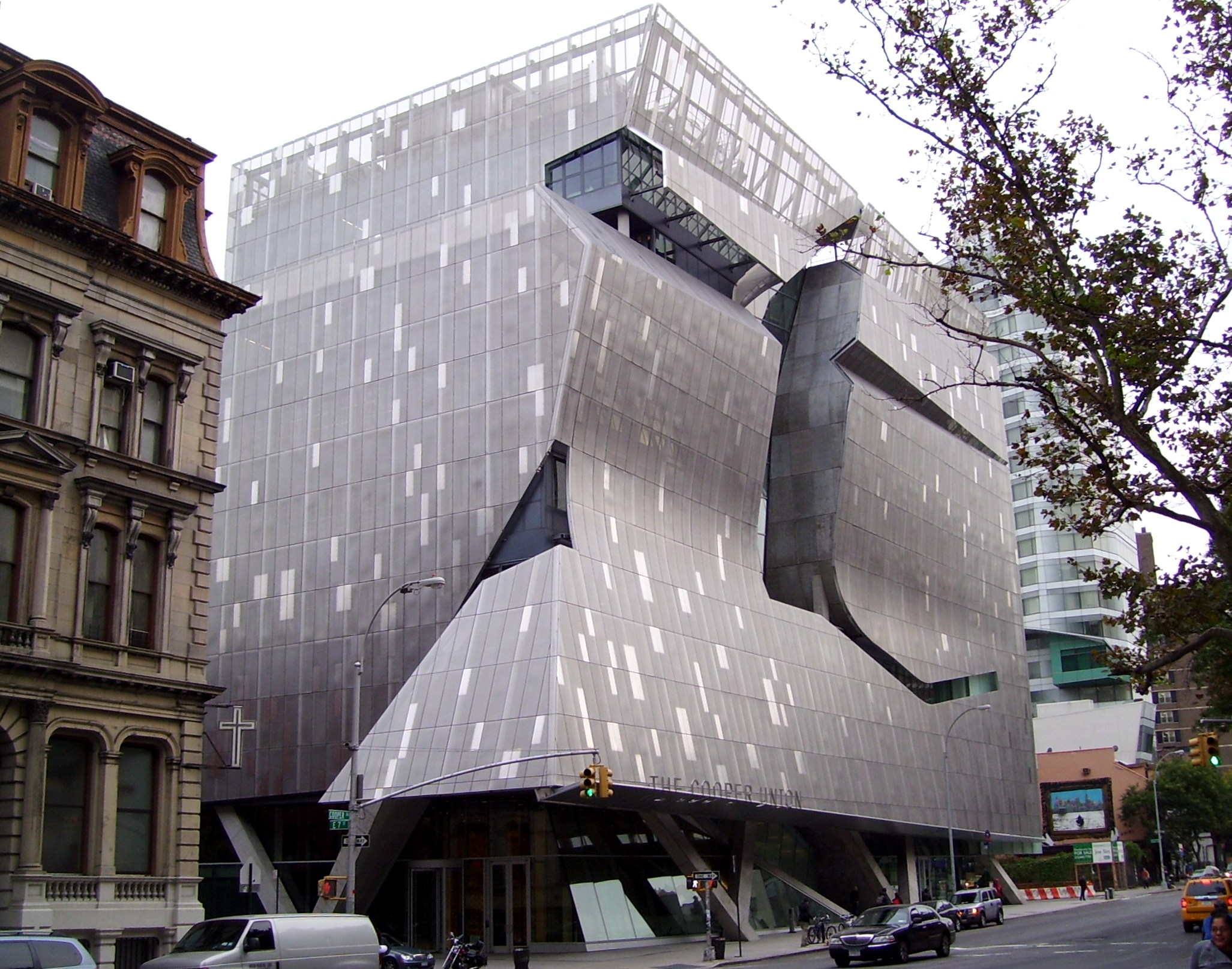
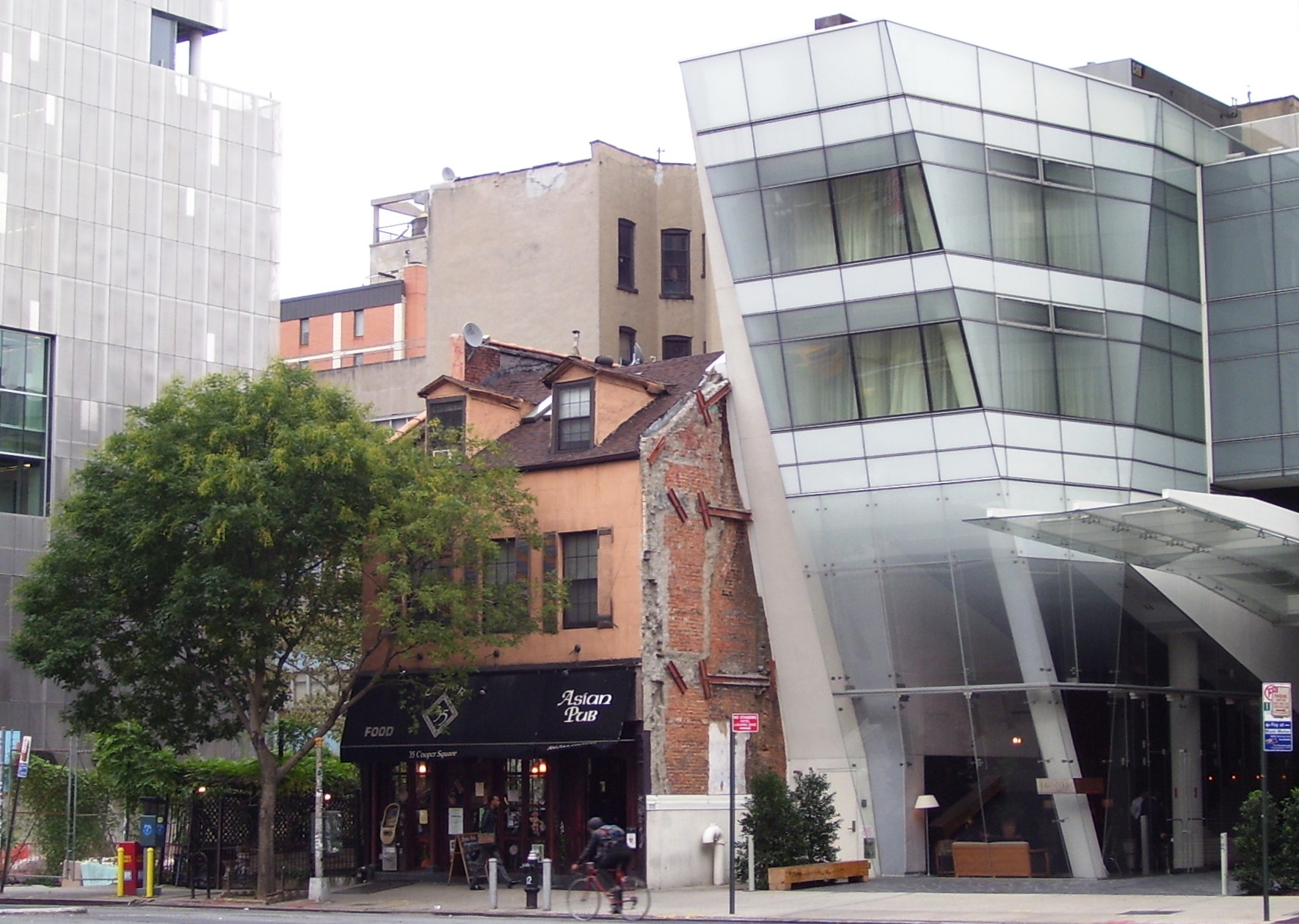